# Kirkiaceae
Kirkiaceae is een botanische naam, voor een familie van tweezaadlobbigen. Een familie onder deze naam wordt vrij zelden erkend door systemen van plantentaxonomie, maar wel door het APG-systeem (1998) en het APG II-systeem (2003).
Het gaat om een kleine familie van enkele soorten in één of twee geslachten, waaronder Kirkia. Het zijn houtige planten, voorkomend in Afrika en op Madagaskar. Traditioneel worden ze ingevoegd in de familie Simaroubaceae.